# Capital Collision
Capital Collision fue un evento de lucha libre profesional producido por la empresa New Japan Pro-Wrestling (NJPW), que tuvo lugar el 14 de mayo de 2022 desde el Entertainment & Sports Arena en Washington D. C., Estados Unidos.

## Producción
El evento fue anunciado el 29 de marzo, marcando el debut de NJPW en la capital de Estados Unidos, Washington D. C., siendo el segundo evento estadounidense en el año que marca un debut en una ciudad junto con Windy City Riot.

## Resultados
En paréntesis se indica el tiempo de cada combate:
- Dark match: Nick Comoroto derrotó a Kevin Knight (6:26).
  - Comoroto cubrió a Knight después de un «Philadelphia Stampede».
- Karl Fredericks derrotó a Ren Narita (10:32).
  - Fredericks cubrió a Narita después de un «MD».
  - Después de la lucha, The Factory (QT Marshall, Nick Comoroto &  Aaron Solow) atacaron a Fredericks.
- Team Filthy (Tom Lawlor, Royce Isaacs, Jorel Nelson, JR Kratos & Danny Limelight) derrotaron a Fred Rosser, David Finlay, Tanga Loa, Yuya Uemura y The DKC (14:48).
  - Limelight cubrió a DKC después de un «Symbiote DDT».
  - Después de la lucha, Finlay atacó a Limelight.
- Chase Owens derrotó a Great-O-Khan (8:46).
  - Owens cubrió a O-Khan con un «Roll-up».
- TMDK (JONAH, Shane Haste & Mikey Nicholls) y Bad Dude Tito derrotaron a United Empire (Aaron Henare, Kyle Fletcher, Mark Davis & Jeff Cobb) (12:09).
  - Nicholls cubrió a Fletcher después de un «Thunder Valley».
- Brody King derrotó a Minoru Suzuki (9:05).
  - King cubrió a Suzuki después de un «Gonso Bomb».
- Tomohiro Ishii derrotó a Eddie Kingston (16:07).
  - Ishii cubrió a Kingston después de un «Vertical Drop Brainbuster».
- Bullet Club (Jay White & Hikuleo) derrotaron a CHAOS (Kazuchika Okada & Rocky Romero) (15:59).
  - White cubrió a Romero después de un «Bladerunner».
  - Después de la lucha, White & Hikuleo atacaron a Okada.
- Juice Robinson derrotó a Hiroshi Tanahashi, Jon Moxley y Will Ospreay y ganó el Campeonato Peso Pesado de los Estados Unidos de la IWGP (15:45).
  - Robinson cubrió a Ospreay después de un «The Rockslide».